# Irina Nicoleta Muntean
Irina Nicoleta Muntean (n. 2 ianuarie 1968) este o culturistă română,  care deține 14 medalii la Campionatele Mondiale și Europene de culturism pentru aceste rezultate primind titlul de maestru emerit al sportului din anul 2000 (acordat de statul român). Este și arbitru internațional IFBB din 2002. Pentru medaliile internaționale cucerite de sportivele Șefania Bia, Ramona Arseni și Camelia Stănculescu la campionatele mondiale și europene, a primit în 2013 titlul de antrenor emerit în culturism și fitness din partea Federației române de culturism și fitness.